# Albergaria dos Doze
Albergaria dos Doze ist ein Ort und eine ehemalige Gemeinde (Freguesia) im portugiesischen Kreis Pombal. Die Gemeinde hatte 1711 Einwohner (Stand 30. Juni 2011).
Am 29. September 2013 wurden die Gemeinden Albergaria dos Doze, Santiago de Litém und São Simão de Litém zur neuen Gemeinde União das Freguesias de Santiago e São Simão de Litém e Albergaria dos Doze zusammengeschlossen.
Albergaria dos Doze liegt an der Linha do Norte.